# Litaspecht

Verbreitungsgebiet

Der Litaspecht (Piculus litae) ist eine Vogelart aus der Familie der Spechte (Picidae). Die Art wurde häufig als konspezifisch mit dem Weißkehlspecht (Piculus leucolaemus) angesehen. Das Artepitheton bezieht sich auf den Ort Lita in der Provinz Imbabura in Nord-Ecuador.

## Merkmale
Der Vogel ist 17 bis 18 cm groß. Das Männchen ist von der Stirn bis zum Nacken rot mit goldgelben Zügeln, Ohrdecken und Nackenseiten, darunter schließt sich ein breiter roter Kinnstreif mit dünner olivgelber Abgrenzung an. Die Oberseite ist olivgelb bis bronzegrün, auch auf den Flügeldecken. Im frischen Gefieder haben die Federn gelbe Spitzen. Die dunkelbraunen Flugfedern haben schwarze Spitzen. Die Schwanzoberseite ist schwärzlich mit grünlichen Federrändern. Kinn und Kehle sind grau-oliv mit kleinen weißen Flecken, aus der Ferne schwärzlich aussehend. Die Unterseite ist weißlich mit schwarzen Bändern, die Flügelunterseite rotbraun. Der ziemlich kurze Schnabel ist spitz, am First leicht gebogen, zwischen den Nasenlöchern breit, hellbläulich mit schwarzer Spitze. Die Iris ist dunkelbraun, die Beine dunkel schiefer blau.
Beim Weibchen ist nur der Nacken rot, ansonsten ist der Kopf gelb. Jungvögel sind matter gefärbt und grüner ohne Rot am Kopf und haben eine gestreifte Kehle. Die Art ist monotypisch.
Ähnliche Arten
Die Art unterscheidet sich vom ähnlichen Weißkehlspecht (Piculus leucolaemus) durch geringere Größe, dunkleres Rot auf dem Scheitel, mehr Gelb am Kopf und dunklere Färbung an Kinn und Kehle.

## Stimme
Der Ruf wird als zischendes „shreeyr“ oder „peessh“ beschrieben, sehr ähnlich dem des Weißkehlspechtes (Piculus leucolaemus) und des Gelbkehlspechtes (Piculus flavigula).

## Verbreitung
Die Vogelart ist nahezu endemisch im Westen von Kolumbien. Sie kommt von der pazifischen Seite der Nordanden im Westen bis zum Flusstal des mittleren Río Magdalena im Osten vor. Im Süden reicht das Verbreitungsgebiet bis in die Provinz Pichincha in Nord-Ecuador.

## Lebensweise
Der Lebensraum umfasst Feuchtwälder sowie Sekundärwald bis 800 bis 1200 m Höhe. Der Litaspecht ist vermutlich ein Standvogel.
Die Nahrung besteht vermutlich aus Insekten und deren Larven, die meist einzeln, seltener paarweise im Wipfelbereich oder in mittlerer Baumhöhe gesucht werden. Über das Brutverhalten liegen kaum Informationen vor.

## Gefährdungssituation
Die Art gilt als nicht gefährdet (Least Concern). Durch Habitatverlust ist der Bestand vermutlich rückläufig.